# Grotesque (film 2009)
Grotesque (Gurotesuku) è un film del 2009 diretto da Kōji Shiraishi.
A causa del suo contenuto estremamente violento e sadico, il film è stato bandito dalla censura inglese ed è attualmente illegale trasmetterlo e distribuirlo nel Regno Unito. Il regista, per tutta risposta, si è dichiarato "lusingato" da questa reazione, in quanto il suo intento era proprio quello di realizzare un film che sconvolgesse i cosiddetti "moralisti".

## Trama
Una giovane coppia, Aki Miyasita e Kazuo Kojima, viene rapita durante il loro primo appuntamento. Si risvegliano incatenati in uno scantinato dove un sadico li degrada, li tortura e li mutila senza nessuna spiegazione: perfora la pancia di Kazuo con un cacciavite, gli taglia la lingua e gli pianta dei chiodi nello scroto; violenta entrambi (costringendo l'altro/a a guardare), amputa a entrambi tutte e dieci le dita, cava l'occhio destro del ragazzo, rimuove i capezzoli della ragazza e le taglia il braccio destro. A volte, interrompe la tortura per curare le ferite della coppia, in modo che possano continuare a vivere per un periodo di tempo più lungo. 
Nel corso del tempo, viene rivelato che l'uomo li sta torturando semplicemente per eccitarsi; alla fine, castra Kazuo (sostenendo di aver raggiunto il piacere sessuale), quindi, non ha più bisogno dei "servizi" della coppia che viene trasferita in una stanza d'ospedale dove il rapitore si prende cura delle loro ferite. A poco a poco, diventa evidente che l'uomo abbia una formazione medica professionale e che sia ricco (suggerendo che potrebbe essere un uomo annoiato, alla ricerca di maggiori stimoli). Tuttavia, la coppia nota che, dietro il suo aspetto pulito ed elegante, il dottore emani un particolare odore di putrefazione.
Dopo diversi giorni di guarigione, il "dottore" comunica alla coppia che sarà libera di andarsene mentre lui si costituirà e, come risarcimento per tutte le sofferenze che gli ha inflitto, darà loro tutta la ricchezza che possiede. In un momento in cui sono soli, Aki e Kazuo promettono di sostenersi a vicenda, una volta che se ne saranno andati, e che rimarranno sempre insieme. Tuttavia, nonostante le promesse, la coppia viene inspiegabilmente riportata nel seminterrato e incatenata di nuovo.
Il "dottore" annuncia che devono partecipare a un'ultima prova d'amore. Tira fuori alcuni degli intestini del ragazzo e li attacca a un gancio: se Kazuo potrà attraversare la stanza dall'altra parte (tirando fuori tutto il suo intestino dal corpo) e tagliare con delle forbici le corde che legano Aki, entrambi saranno liberati. Tuttavia, il ragazzo fallisce a causa della perdita di sangue e si scopre che le corde che trattengono la ragazza hanno un filo metallico che le attraversa; la prova era quindi impossibile a prescindere. Furiosa, Aki inizia a insultare il dottore che, arrabbiato, la decapita; la testa atterra sul collo del dottore e, con le sue ultime forze, lo morde. Kazuo, non ancora morto, lo accoltella al piede con le forbici prima di morire.
Nell'epilogo, si scopre che il "dottore" è sopravvissuto, sebbene non possa camminare correttamente; seppellisce rispettosamente la coppia in una foresta nel modo tradizionale giapponese, lasciando come decorazione sulle loro tombe, le forbici. In seguito, alla guida della sua auto, copre la propria puzza con molto profumo mentre insegue una ragazza.